# Marta Tyran-Kamińska
Marta Tyran-Kamińska – polska matematyczka, profesor nauk ścisłych i przyrodniczych.

## Życiorys
Uzyskała tytuł magistra matematyki w 1994 roku na Uniwersytecie Śląskim w Katowicach. Stopień doktora nauk matematycznych uzyskała tamże w 1999 roku. Habilitowała się tamże w dziedzinie nauk matematycznych 2011. Uzyskała tytuł profesora nauk ścisłych i przyrodniczych w 2020 roku. 
Pracuje na Uniwersytecie Śląskim w Katowicach od 1992 roku, z czego od 1996 roku w Instytucie Matematyki. W latach 2017–2018 była także zatrudniona w Instytucie Matematycznym Polskiej Akademii Nauk. 

## Dorobek naukowy
Specjalizuje się w biomatematyce. Jej zainteresowania badawcze to: teoria ergodyczna, twierdzenia graniczne, łańcuchy Markowa w fizyce i biologii. Autorka kilkudziesięciu artykułów naukowych.

### Monografie
- Michael C. Mackey, Moises Santillan, Marta Tyran-Kamińska, Eduardo S. Zeron: Simple Mathematical Models of Gene Regulatory Dynamics (2016)[2]
- Ryszard Rudnicki, Marta Tyran-Kamińska: Piecewise Deterministic Processes in Biological Models (2017)[2]
- Jérôme Losson, Michael C. Mackey, Richard Taylor, Marta Tyran-Kamińska: Density Evolution Under Delayed Dynamics. An Open Problem (2020)[2]